# Вехов, Николай Кузьмич
Никола́й Кузьми́ч Ве́хов (15 мая 1887 Вольск, Саратовская губерния— 6 ноября 1956, Москва) — русский селекционер-дендролог, доктор сельскохозяйственных наук, профессор, в течение тридцати лет руководивший Липецкой опытно-селекционной станцией.

## Биография
Отец Николая Кузьмича Вехова — Кузьма Иванович Вехов, происходил из волжских крестьян. К моменту рождения первенца Николая он числился мещанином города Вольска Саратовской губернии, а в 1902 году — уже саратовским купцом 1-й гильдии. В семье Веховых было ещё двое сыновей — Иван и Григорий — и дочь Евгения.
В возрасте 15 лет Николай лишился отца и ему пришлось зарабатывать частными уроками. В 1904 году по окончании Саратовского реального училища он поступил в Московский сельскохозяйственный институт. Его оставили при кафедре лесоводства профессора Н. С. Нестерова.
В 1919 году работал преподавателем в Казанском институте сельского хозяйства и лесоводства. Наблюдал за древесными и кустарниковыми породами в учебно-опытном лесничестве, который сейчас входит в состав Волжско-Камского заповедника.
С 1925 года работал старшим научным сотрудником в Всесоюзном институте прикладной ботаники и новых культур и руководителем Тульской акклиматизационной станцией (ныне ЛОСС); руководителем станции в то время был Д. Д. Арцыбашев. Переехал в Становлянский район Липецкой области. Руководил также Братцевской опытной станцией под Москвой. Вехов решал задачу добиться дешёвого способа быстрого размножения растений и получения массового посадочного материала. Вместе с сотрудниками провёл опыты по выявлению особенностей размножения в открытом грунте и под защитой в парниках.
В 1932 году вышла его книга «Вегетативное размножение кустарниковых и древесных растений», предисловие к которой написал Н. И. Вавилов.
В 1941—1944 годах работал старшим лесничим Саратовского сельскохозяйственного института.
С середины 40-х годов XX века занимался селекцией сирени. Результатом этой работы стало появление таких сортов, как «Русская песня», «Утро России», «Елена Вехова», «Лесостепная», «Аэлита», «Русь», «Нежность», «Фантазия», «Память о Вавилове» и др. Занимался также созданием зимостойких сортов чубушника и других декоративных растений, используемых в садоводстве и озеленении.
В 1947 году было присвоено звание профессора. Вывел новые сорта сирени и чубушника: «Комсомолец», «Казбек», «Арктика», «Снежная буря», «Зоя Космодемьянская», «Эльбрус», «Гном» и др. Одним из достижений Н. К. Вехова и его коллег следует считать, что при выведении новых сортов чубушников и сиреней они добивались, чтобы каждый новый сорт имел своё предназначение.
В 1954 году уехал из Мещерки в Москву из-за обострения болезни, которая требовала операции.
Умер 6 ноября 1956 года в возрасте 69 лет.

## Семья
- Жена — Елена Владимировна
  - Сын — Юрий
  - Сын — Владимир Николаевич, кандидат биологических наук, старший научный сотрудник РНИИ культурного и природного наследия Министерства культуры РФ и РАН, соавтор книги «Хвойные породы лесостепной станции»[4], в которой обобщён 30-летний результат работы Н. К. Вехова в ЛОСС.

## Печатные труды
- Вехов Н. К. Обзор фенологических наблюдений и погоды на Раифской лесной даче. — 1924.
- Вехов Н. К. Вегетативное размножение кустарниковых и древесных растений. — 1932.
- Вехов Н. К. Из опытов отводкового размножения древесных растений. — 1947.
- Вехов Н. К. Отводковое размножение декоративных деревьев и кустарников. Размножение лилий стеблями. — 1947.
- Вехов Н. К. Жасмин. — М.: Московский рабочий, 1952. — 56 с.
- Вехов Н. К. Сирени. — М.: Изд-во М-ва коммун. хозяйства РСФСР, 1953.
- Справочник по декоративным деревьям и кустарникам Европейской части СССР / Отв. ред. проф. д-р с.-х. наук Н. К. Вехов. — М.: Изд-во М-ва коммун. хозяйства РСФСР, 1953.

## Память
- В посёлке Садовом, расположенном в окрестностях Волжско-Камского заповедника, именем Вехова названа улица.
- Один из сортов чубушника назван «Память о Вехове».
- В 2003 году на территории Мещерского дендрария установлен бюст Вехова.

## Награды
- Медаль «За доблестный труд в Великой Отечественной войне» (1945)[2]
- Малая золотая медаль ВСХВ (1940)[2]
- Орден Ленина[2]